# Oster-Proklamation
Die Oster-Proklamation (offiziell: Easter Proclamation oder Proclamation of the Republic, irisch Forógra na Poblachta) ist ein Schriftstück aus dem Jahr 1916, welches Patrick Pearse zum Beginn des Osteraufstands in Dublin (Insel Irland) verlas. In ihm verkündete die republikanische provisorische Regierung die Loslösung Irlands vom Vereinigten Königreich von Großbritannien und Irland.

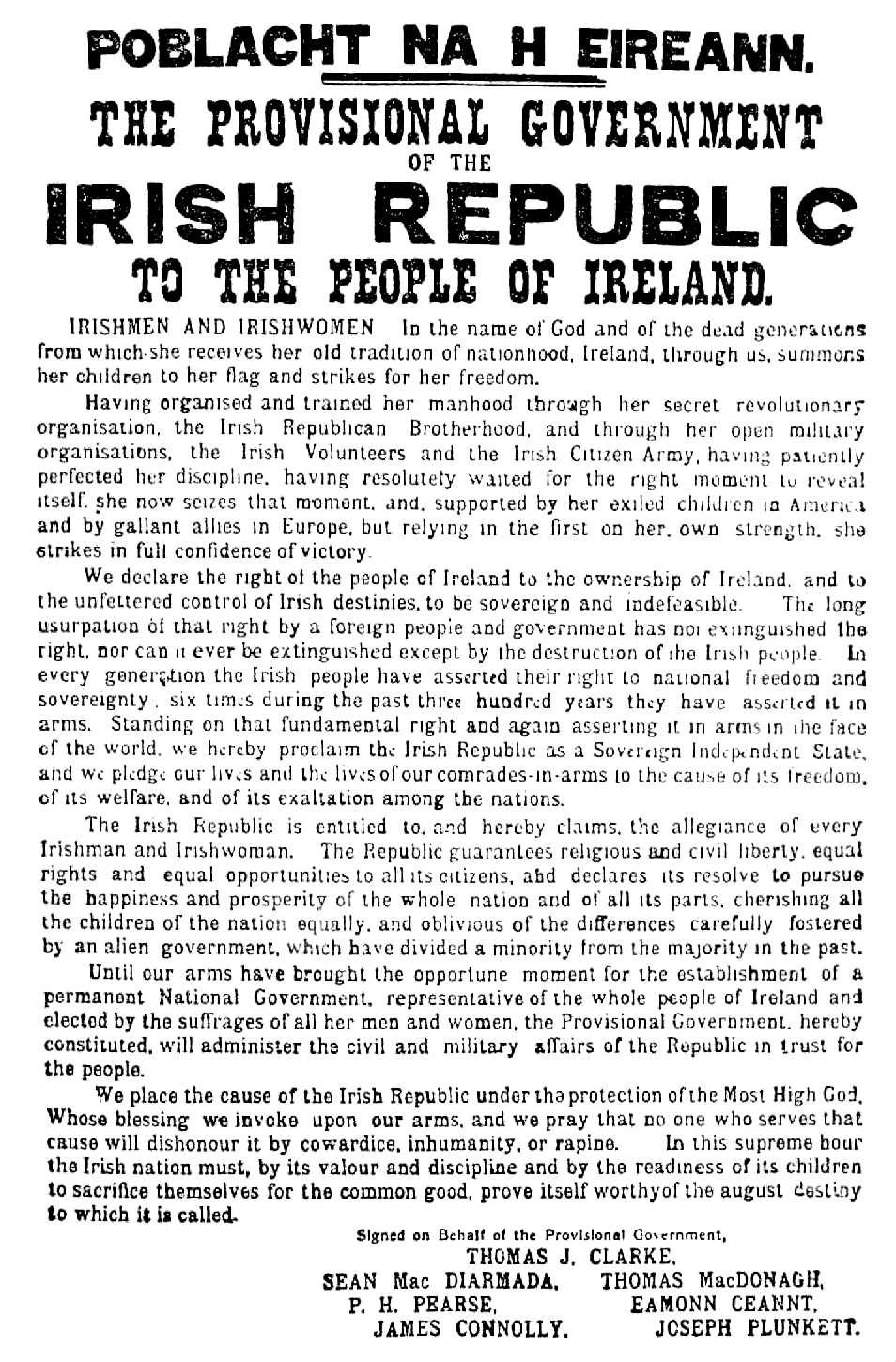
Die Oster-Proklamation

Die Verlesung dieser Proklamation außerhalb des Dubliner Hauptpostamts am 24. April 1916 in der Sackville Street (heute: O’Connell Street) markierte den Beginn des Aufstands. Die Proklamation orientierte sich an einer ähnlichen Unabhängigkeitserklärung aus dem Jahr 1803, die bei der damaligen Rebellion von Robert Emmet verlesen worden war.
Nach der Verlesung, die von vorbeigehenden Menschen mit Staunen und auch etwas Hohn bedacht wurde, begaben sich Pearse und weitere Anführer in das Hauptpostamt, brachten es in ihre Gewalt und richteten dort ihr Hauptquartier ein. Die bisherige auf dem Dach des Postamts gehisste britische Flagge, der Union Jack, wurde eingeholt und durch die neue Flagge der Republik (grün mit den querverlaufenden Worten „Irish Republic“ darüber) ersetzt. Die Flagge der Militäreinheit, die das Hauptpostamt eroberte, die E Company, mit den noch heute bekannten drei Farben Grün, Weiß und Orange wehte auf einem etwas niedrigeren Mast.
Das Hauptpostamt (General Post Office – GPO), die Oster-Proklamation sowie die irische Trikolore (die später die offizielle Flagge der Republik wurde und das ursprünglich grüne Banner ersetzte, das heute im Irischen Nationalmuseum zu sehen ist) sind die drei wichtigsten Symbole des Osteraufstands.

## Grundsätze der Proklamation
Obwohl der Osteraufstand aus militärischer Sicht ein Debakel war, beeinflussten die Grundsätze der Proklamation mehr oder weniger die Ansichten der Politiker in den kommenden Jahren und Jahrzehnten. Das Dokument bestand aus einer Reihe von Erklärungen:
- Der Anspruch, dass die Führer des Aufstands, obwohl nicht gewählt, im Namen Irlands sprechen.
- Der Anspruch, dass das irische Volk ein unumstößliches Recht auf die Souveränität in allen Geschicken des Landes besitzt.
- Der Anspruch, in der Tradition der Aufstände früherer Jahrhunderte zu stehen und damit einen kontinuierlichen Anspruch des irischen Volkes auf diese Souveränität unverändert geltend zu machen.
- Die Erklärung, dass die radikale Irish Republican Brotherhood, die Irish Volunteers sowie die Irish Citizens Army für den Aufstand verantwortlich sind.
- Die Garantie religiöser und sozialer Freiheit, der Gleichberechtigung und gleicher Chancen für alle Bewohner.
- Die ausdrückliche Betonung des allgemeinen Wahlrechts auch für Frauen.
- Die Bekanntmachung, dass die neue Republik die Menschen aller Religionen der Nation in gleicher Art in Ehren halten wird. Wörtlich hieß es „all the children of the nation“, womit auf die verschiedenen Religionsgemeinschaften Bezug genommen wurde.

## Der Text der Oster-Proklamation
Poblacht na h Éireann.
DIE PROVISORISCHE REGIERUNG DER IRISCHEN REPUBLIK FÜR DAS VOLK VON IRLAND
IREN UND IRINNEN:
Im Namen Gottes und der toten Generationen, von denen sie ihre alte Tradition der Nationalität erhält, ruft Irland durch uns ihre Kinder zu ihrer Flagge und strebt nach ihrer Freiheit.
Nachdem sie ihre Bevölkerung durch ihre geheime revolutionäre Organisation, die Irish Republican Brotherhood, und durch ihre offenen Militärorganisationen, die Irish Volunteers und die Irish Citizen Army, organisiert und ausgebildet, ihre Disziplin geduldig perfektioniert und entschlossen auf den richtigen Moment gewartet hat, um sich zu zeigen, nutzt sie nun diesen Moment, um unterstützt von ihren im Exil lebenden Kindern in Amerika und von galanten Verbündeten in Europa, aber vor allem auf ihre eigene Kraft setzend, im Vertrauen auf den Sieg zuzuschlagen.
Wir erklären, dass das Recht des irischen Volkes auf das Eigentum Irlands und auf die uneingeschränkte Kontrolle der irischen Geschicke souverän und unantastbar ist. Die lange Usurpation dieses Rechts durch ein ausländisches Volk und eine ausländische Regierung hat das Recht nicht ausgelöscht, noch kann es jemals ausgelöscht werden, außer durch die Zerstörung des irischen Volkes. In jeder Generation hat das irische Volk sein Recht auf nationale Freiheit und Souveränität geltend gemacht; sechsmal in den letzten dreihundert Jahren hat es dies in Waffen bekräftigt. Auf der Grundlage dieses Grundrechts und es im Angesicht der Welt erneut unter Waffen ausübend, proklamieren wir hiermit die Irische Republik als souveränen unabhängigen Staat, und wir verpflichten uns, unser Leben und das Leben unserer Waffengenossen für die Sache ihrer Freiheit, ihres Wohlergehens und ihrer Erhöhung unter den Nationen zu geben.
Die Irische Republik hat das Recht auf die Loyalität aller Iren und Irinnen und erhebt hiermit Anspruch darauf. Die Republik garantiert allen ihren Bürgern Religions- und Bürgerrechte, Gleichberechtigung und Chancengleichheit und erklärt ihren Willen, das Glück und den Wohlstand der gesamten Nation und aller ihrer Teile zu verfolgen, indem sie alle Kinder der Nation gleichermaßen schätzt, ungeachtet der von einer fremden Regierung geförderten Unterschiede, die in der Vergangenheit eine Minderheit von der Mehrheit getrennt haben.
Bis unsere Streitkräfte den geeigneten Zeitpunkt für die Einsetzung einer ständigen nationalen Regierung herbeigeführt haben, repräsentativ für das gesamte irische Volk und durch das Wahlrecht aller ihrer Männer und Frauen gewählt, wird die vorläufige Regierung, die hiermit gebildet wird, die zivilen und militärischen Angelegenheiten der Republik treuhänderisch für das Volk verwalten.
Wir stellen die Sache der Irischen Republik unter den Schutz des allerhöchsten Gottes, dessen Segen wir für unsere Waffen erbitten, und wir beten, dass niemand, der dieser Sache dient, sie durch Feigheit, Unmenschlichkeit oder Plünderung entehrt. In dieser höchsten Stunde muss sich die irische Nation durch ihren Mut und ihre Disziplin und die Bereitschaft ihrer Kinder, sich für das Gemeinwohl zu opfern, als würdig erweisen für das erhabene Schicksal, zu dem sie berufen ist.
Unterzeichnet im Namen der Provisorischen Regierung
Thomas J. Clarke,

Sean Mac Diarmada, Thomas MacDonagh,

P. H. Pearse, Éamonn Ceannt,

James Connolly, Joseph Plunkett.

## Druck und Verteilung der Proklamation
Die Proklamation wurde im Geheimen im Vorfeld des Aufstands gedruckt, was durch die kleinen Druckmaschinen letztendlich zu Problemen bezüglich des Designs führte. Das Dokument musste, aufgrund von nicht genügend vorhandenen Lettern, in zwei Hälften gedruckt werden, was zu diversen unfertigen Drucken führte, die nach dem Aufstand großteils von britischen Soldaten vernichtet wurden. Auch der Textsatz zeichnete sich durch ungleichmäßige Buchstaben aus. So kam es, dass in der unteren Hälfte der Proklamation ein kleineres „e“ verwendet wurde als im Rest des Dokuments. Die Sprache innerhalb des Textes deutete darauf hin, dass das Original der Proklamation von den Führern des Aufstands unterzeichnet wurde. Es gab allerdings keinen Beweis und auch keinen Hinweis darauf, dass ein solches unterzeichnetes Original jemals existiert hat – natürlich ist es auch möglich, dass ein Original während des Aufstands vernichtet wurde.

## Die Unterzeichner

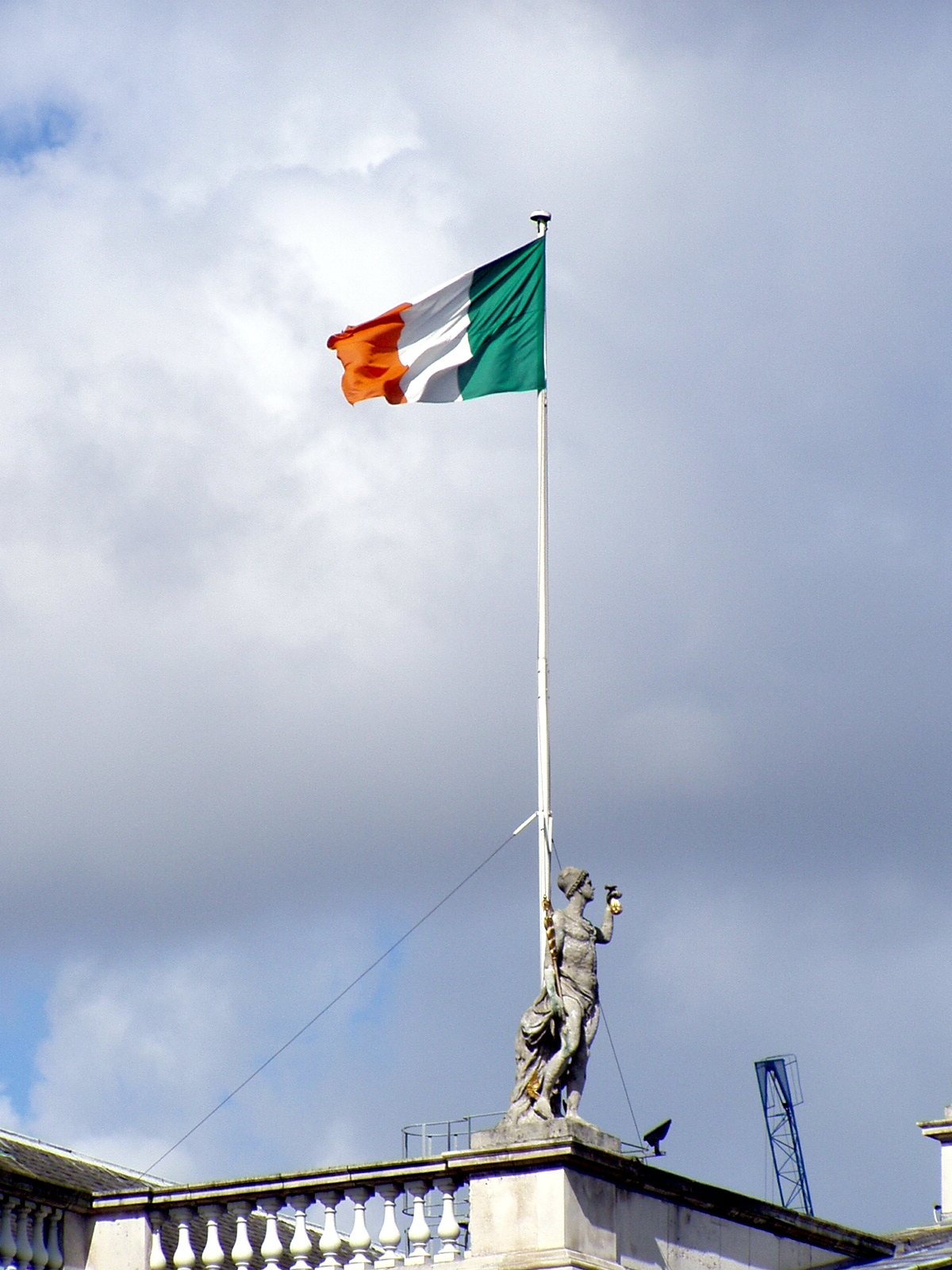
Die irische Flagge weht auf dem Hauptpostamt in Dublin

Eine bis heute ungeklärte Frage ist, warum an erster Stelle der Unterzeichner nicht Patrick Pearse, sondern Thomas J. Clarke, ein republikanischer Veteran, aufgeführt ist. Clarkes Witwe vermutete später in ihren Memoiren, dass Clarke, als hoch dekorierter Veteran, Präsident der provisorischen Republik werden sollte. Andere historische Dokumente deuteten hingegen auf Pearse als „Oberbefehlshaber der Kräfte der irischen Republik und Präsident der provisorischen Regierung“. Diese Frage ist bis heute ungeklärt.
Die Unterzeichner im Einzelnen waren:
- Thomas J. Clarke
- Seán Mac Diarmada
- Thomas MacDonagh
- Pádraig Pearse
- Éamonn Ceannt
- James Connolly
- Joseph Plunkett

## Gegenwart
Heutzutage werden Kopien der Oster-Proklamation als verehrte Nationale Symbole behandelt. Kürzlich erzielte eine Kopie bei einer Auktion 390.000 €. Eine Kopie, die einstmals Sean T. O’Kelly, einem Teilnehmer des Aufstands, gehörte, befindet sich heute als Ausstellungsstück in der Eingangshalle des Parlamentsgebäudes Leinster House. Weitere Kopien können in Dublin in der Bibliothek des Trinity College und im Nationalmuseum sowie in anderen Museen weltweit besichtigt werden. Kopien der Proklamation werden in nahezu jedem Touristenshop verkauft.